# Purpe
Il Purpe (in russo Пурпе?) è un fiume della Russia siberiana occidentale, affluente di sinistra del Pjakupur (bacino idrografico del Pur). Scorre nel Purovskij rajon del Circondario autonomo Jamalo-Nenec.
Nasce nella sezione settentrionale del bassopiano siberiano occidentale, circa 15 km a nordovest della città di Muravlenko; sfocia nel Pjakupur circa 30 km a sudovest dell'insediamento di Tarko-Sale. Il maggiore tributario del Purpe è il fiume Puritej (lungo 100 km), confluente da sinistra.
Il Purpe è gelato in superficie, mediamente, dalla seconda metà di ottobre alla seconda metà di maggio; i minimi annuali di portata si raggiungono nei mesi di marzo e aprile, mentre la stagione della piena annuale (nella quale viene evacuata circa la metà della portata annuale, che alla foce è circa 1,5 km³) va, in media, da metà maggio a metà luglio.